# Рідний Олександр Миколайович
Олександр Миколайович Рідний (* 16 вересня 1961, Покотилівка) — український скульптор. Член Національної спілки художників України, Заслужений діяч мистецтв України, ПГХ.

## Життєпис
Народився 16 вересня 1961-го у Покотилівці Харківської області. Здобувши освіту у Харківському художньому училищі (1980) також закінчив місцевий Художньо-промисловий інститут (1985), скульптор.
Від 1990-го року член харківського відділу НСХУ. Голова секції скульптури, заступник голови правління ХО НСХУ. З 1983 учасник республіканських, всеукраїнських, всесоюзних, міжнародних і закордонних виставок. Удостоєний звання «Заслужений діяч мистецтв України» (2004). Надалі працював в НСХУ та викладачем у ХДАДМ. З 2005 року доцент кафедри скульптури за спеціальністю «декоративно-прикладне мистецтво» цього закладу.
Неодноразово визнавався як «Кращий скульптор року», та у номінації «Кращий проект року» (рейтинг Асоціації арт-галерей України)[джерело?]. За Меморіал жертвам Голодомору був нагороджений орденом «За заслуги» (III ступеня). Від серпня 2014 року «Почесний громадянин міста Харкова».
Окрім скульптурних композицій у цьому місті роботи Олександра Рідного також перебувають у Національному художньому музеї України, Київській картинній галереї, у приватних колекціях в Україні, Росії, Німеччині, Франції, Великій Британії, Польщі та Японії.
Син Олександра — митець Микола Рідний.

## Виставкова діяльність

### Персональні виставки (вибране):
2016 - «Скульптура». Муніципальна галерея, м. Харків.
2009 - «Шукайте горнього». Муніципальна галерея, м. Харків.
2008 - «Ігри з часом». Центр сучасного мистецтва Совіарт, м. Київ. 
2007 - «Березнева маячня». Галерея сучасного мистецтва Триптих, Київ.
2006 - «Цар Едіп». Муніципальна галерея, м. Харків.
2003 - «Речі для себе». Муніципальна галерея, м. Харків.

### Групові виставки (вибране):

#### У 2023 році
- «Особовий склад». Центр сучасного мистецтва «YermilovCentre», м. Харків.

- Виставка «Zatoga. Sztuka Ukrainy w czasie wojny», м. Торунь, Польща.

2022 - Всеукраїнська художня виставка «Різдвяна». Будинок художника, м. Харків.
2020 - Колективний перформанс «Вінегрет». Художня галерея ім. Генріха Семирадського, м. Харків.
2019 - «Ecce Homo». Художня галерея імені Генріха Семирадського, м. Харків.
2018 - «Слобода-Культ», м. Ужгород, м. Мукачево.

#### У 2012 році
- «Почути навпомацки», галерея Триптих АРТ, м. Київ.

- «Відповідь у формі», галерея «Мистецтво Слобожанщини», м. Харків.

2010 - «DE PROFUNDIS» (З глибин). Мистецький арсенал, м. Київ.
2009 - «Гогольфест». Мистецький арсенал, м. Київ.

#### У 2007 році
- «Топ-10». Галерея Da Vinci, м. Київ.

- «Арт-Київ». Український дім, м. Київ.

#### У 2005 році
- «Українське дерево». Український дім, м. Київ.

- «Улюблений розмір». Харківська міська художня галерея.

- «Осінні паралелі». Галерея «АВЕК», м. Харків.

2004 - Скульптурний проект «Best $aller». Харківська міська художня галерея.

#### У 2002 році
- «Інший вимір». Галерея «АВЕК», м. Харків.

- ConsumentArt. Нюрнберг, Німеччина.

- XXVII Fidem. Монетний двір, Париж.

#### У 2001 році
- II Міжнародний художній фестиваль. Магдебурґ, Німеччина.

- Міжнародна трієнале зі скульптури. Осака, Японія.

2000 - Фестиваль «Мистецтво на межі століть». Муніципальна галерея, м. Харків.

#### У 1999 році
- Проєкт «Три тижні старої столиці», експозиція «Академія». Центр сучасного мистецтва Совіарт, м. Київ.

- Проєкт «Гра». IV Міжнародний артфестиваль. Український дім, м. Київ.

1997 - «Місцеві памʼятки» (Тутешні). Муніципальна галерея, м. Харків.

## Скандали
Неодноразово був звинувачений у корупції та кумівстві, адже міська влада вибирала його як виконавця багатьох робіт без належного конкурсу. Одним із найгучніших скандалів став конкурс на монумент на майдані Свободи, що мав замінити повалений пам'ятник Леніну. У ході прес-конференцій щодо протестів Рідний дозволяв собі образи на адресу противників його монументу. Згодом, суд визнав конкурс незаконним, і міська вдала ухвалила рішення, що ніякого пам'ятника на цьому місці не буде. Також цей монумент і ряд інших робіт скульптора — зокрема монумент незалежності — викликали звинувачення у плагіаті.

## Галерея

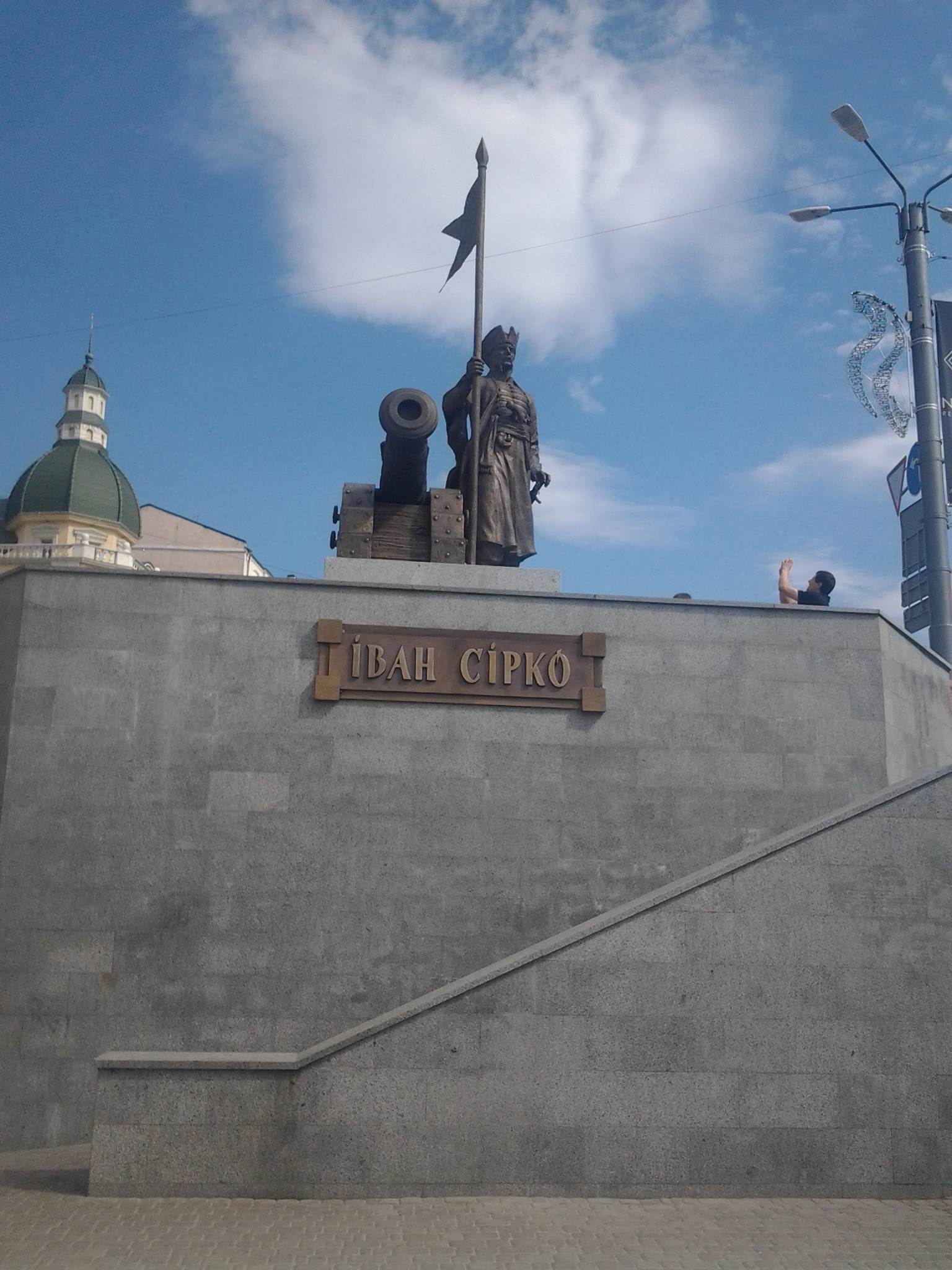
Івану Сірку
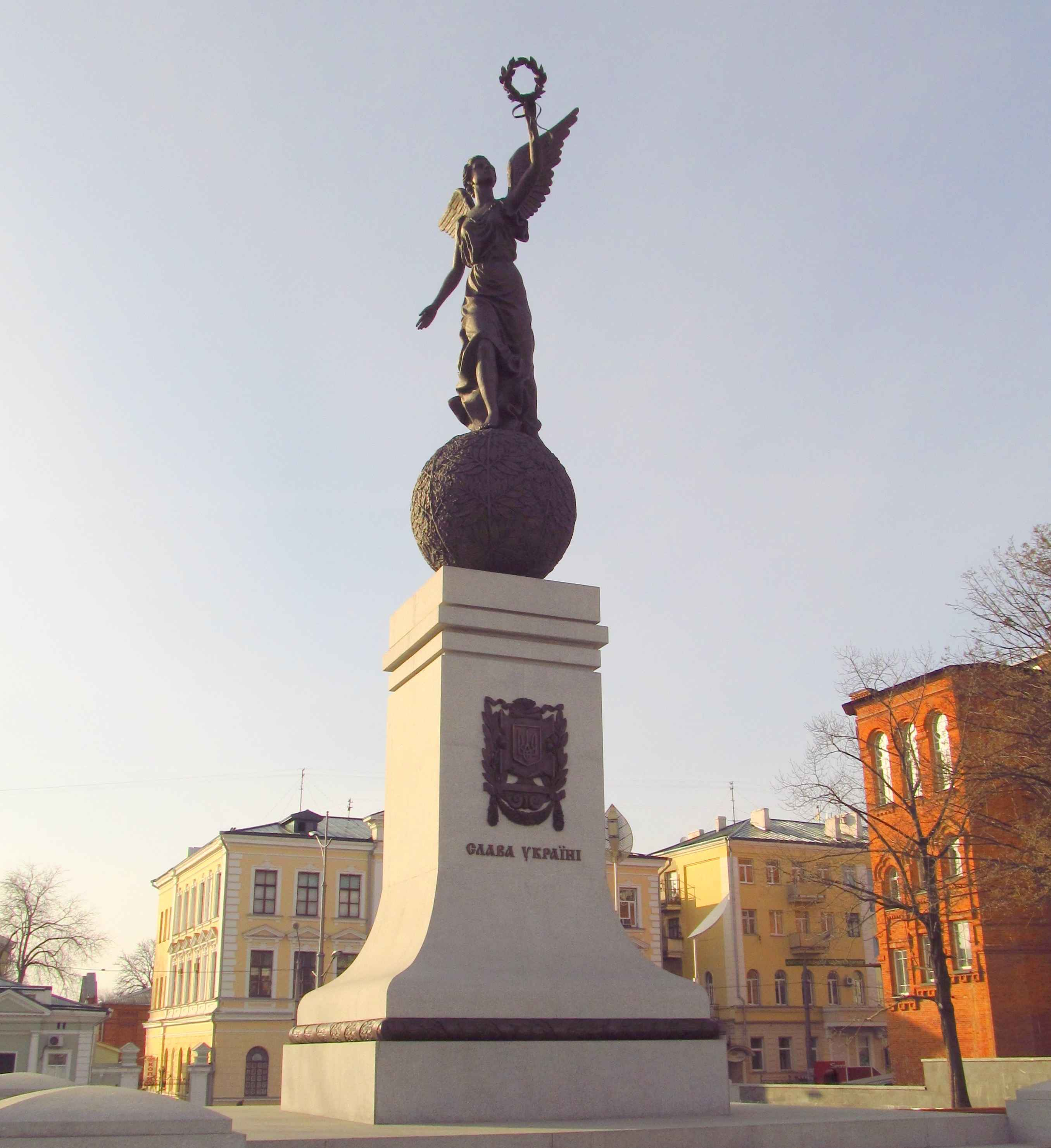
Україна, що летить
Меморіал жертвам Голодомору
Олександру Ляпунову